# Маарьямяэ
Ма́арьямяэ (эст. Maarjamäe, с эст. «Марьина гора») — микрорайон в районе Пирита города Таллина. Район назван в честь замка Мариенберг, расположенного на берегу Таллинского залива. 

## География

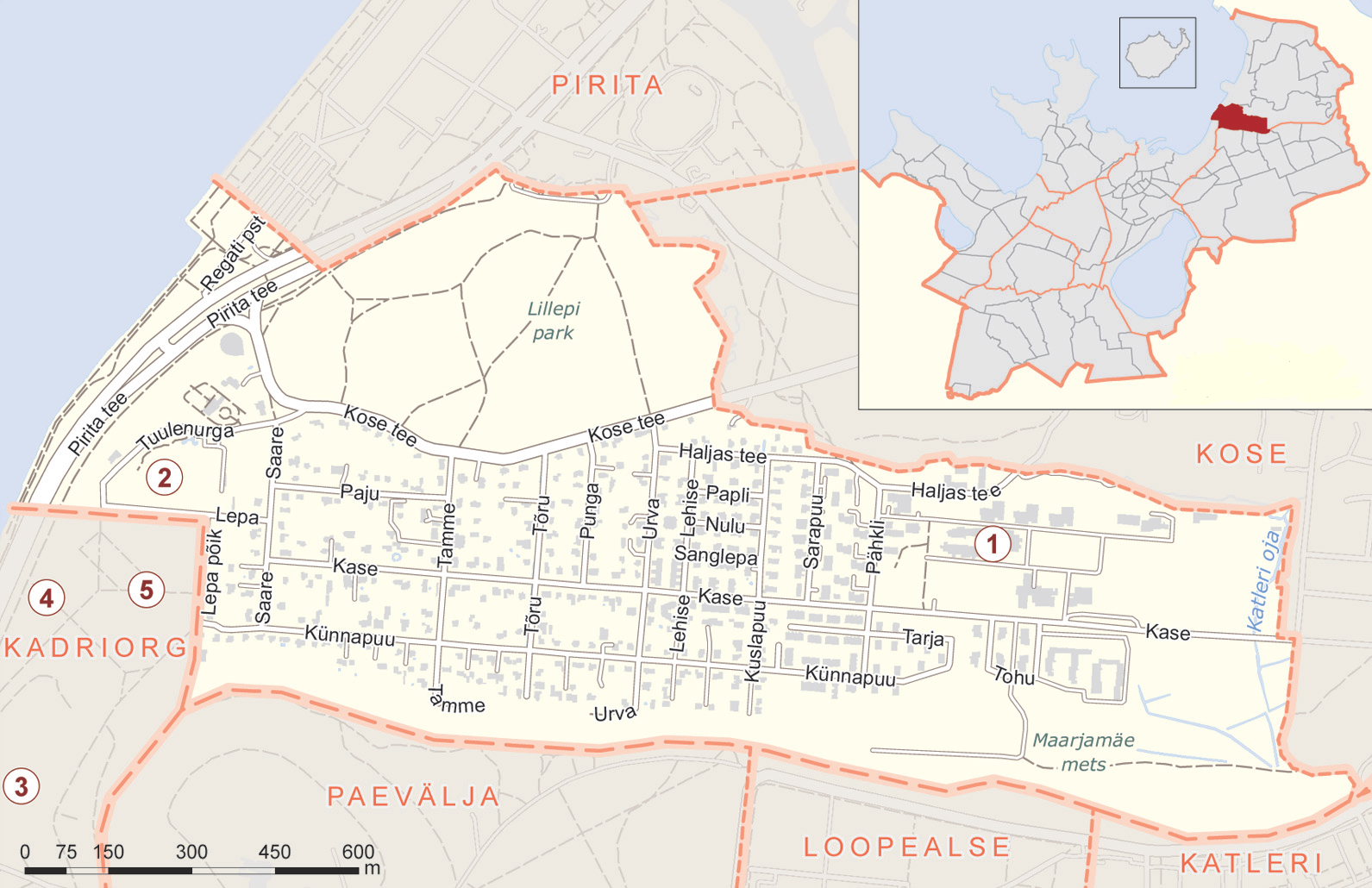
Карта микрорайона Маарьямяэ

Расположен на берегу Таллинского залива. Граничит с микрорайонами Пирита, Козе, Катлери, Лоопеалсе, Паэвялья и Кадриорг. Через микрорайон протекает ручей Катлери. Площадь Маарьямяэ — 1,55 км². Плотность населения на 1 января 2023 года — 1594,2 чел/км².

## Улицы
В Маарьямяэ проходят улицы Тууленурга, Казе, Куслапуу, Кюннапуу, Хальяс, Козе, Лехисе, Лепа, Лепа пыйк, Нулу, Паю, Папли, Пирита, Пунга, Пяхкли, бульвар Регати, Сааре, Санглепа, Сарапуу, Тамме, Тарья, Тоху, Тыру и Урва.
Многие улицы микрорайона носят «растительные» названия: эст. Kase ― Берёзовая, эст. Kuslapuu ― Жимолостная, эст. Künnapuu ― Вязовая, эст. Lepa ― Ольховая, эст. Lehise ― Лиственничная, эст. Papli ― Тополиная, эст. Paju ― Ивовая, эст. Pähkli ― Ореховая, эст. Sarapuu ― Орешниковая.

## Население
| Численность населения микрорайона Маарьямяэ на 1 января по данным Регистра народонаселения | Численность населения микрорайона Маарьямяэ на 1 января по данным Регистра народонаселения | Численность населения микрорайона Маарьямяэ на 1 января по данным Регистра народонаселения | Численность населения микрорайона Маарьямяэ на 1 января по данным Регистра народонаселения | Численность населения микрорайона Маарьямяэ на 1 января по данным Регистра народонаселения | Численность населения микрорайона Маарьямяэ на 1 января по данным Регистра народонаселения | Численность населения микрорайона Маарьямяэ на 1 января по данным Регистра народонаселения | Численность населения микрорайона Маарьямяэ на 1 января по данным Регистра народонаселения |
| 2008                                                                                       | 2010                                                                                       | 2011                                                                                       | 2012                                                                                       | 2013                                                                                       | 2014                                                                                       | 2015                                                                                       | 2016                                                                                       |
| ------------------------------------------------------------------------------------------ | ------------------------------------------------------------------------------------------ | ------------------------------------------------------------------------------------------ | ------------------------------------------------------------------------------------------ | ------------------------------------------------------------------------------------------ | ------------------------------------------------------------------------------------------ | ------------------------------------------------------------------------------------------ | ------------------------------------------------------------------------------------------ |
| 1977                                                                                       | ↗2097                                                                                      | ↗2127                                                                                      | ↗2215                                                                                      | →2215                                                                                      | ↗2307                                                                                      | ↗2346                                                                                      | ↗2413                                                                                      |
| 2017                                                                                       | 2018                                                                                       | 2019                                                                                       | 2020                                                                                       | 2021                                                                                       | 2022                                                                                       | 2023                                                                                       |                                                                                            |
| ↗2493                                                                                      | ↗2540                                                                                      | ↘2501                                                                                      | ↗2511                                                                                      | ↘2434                                                                                      | ↘2412                                                                                      | ↗2471                                                                                      |                                                                                            |

## История
Район города был в 1875–1877 годах запланирован как участок для дач и застроен в конце XIX века. Название микрорайона происходит от замка Мариенберг, который в настоящее время официально входит в границы микрорайона Кадриорг. Маарьямяэ — это эстонизированное в 1930-х годах немецкое название мызы Мариенберг, которое граф Орлов-Давыдов дал ей в 1873 году, вероятно, в честь своей жены или дочери. Летняя мыза существовала здесь не позднее конца XVII века. Эстонский краевед и геодезист Александер Киви предполагает, что название могло быть дано также по аналогии с долиной реки Пирита — так называемой долиной Марии (Marienthal, Vallis Mariae). 
Прежнее название этого места — Штрайтберг (нем. Streitberg) или Штритберг (нем. Strietberg) — «холм битвы». Предание связывает его со столкновением во время Ливонской войны между ревельскими Черноголовыми и войсками Русского государства, осаждавшими город. На карте 1689 года обозначен трактир Ristimeh Krog — можно предположить, что топоним Ристимяги (эст. Ristimägi — букв. Гора крестов) был эстонским эквивалентом Штрайтберга, который также обозначал бывшее поле битвы.

## Учреждения и организации
- Kase tn 61 — Эстонская академия внутренней безопасности;
- Lehise tn 18 — Эстонское общество дендрологии (эст. Eesti Dendroloogia Selts)[10];
- Tuulenurga tn 1 — спорткомплекс футбольного клуба «Левадия».

## Парки
- Парк Лиллепи;
- лесопарк Маарьямяэ.

## Общественный транспорт
По территории Маарьмяэ проходят маршруты городских автобусов № 5 и 6.

## Галерея

Микрорайон Маарьямяэ
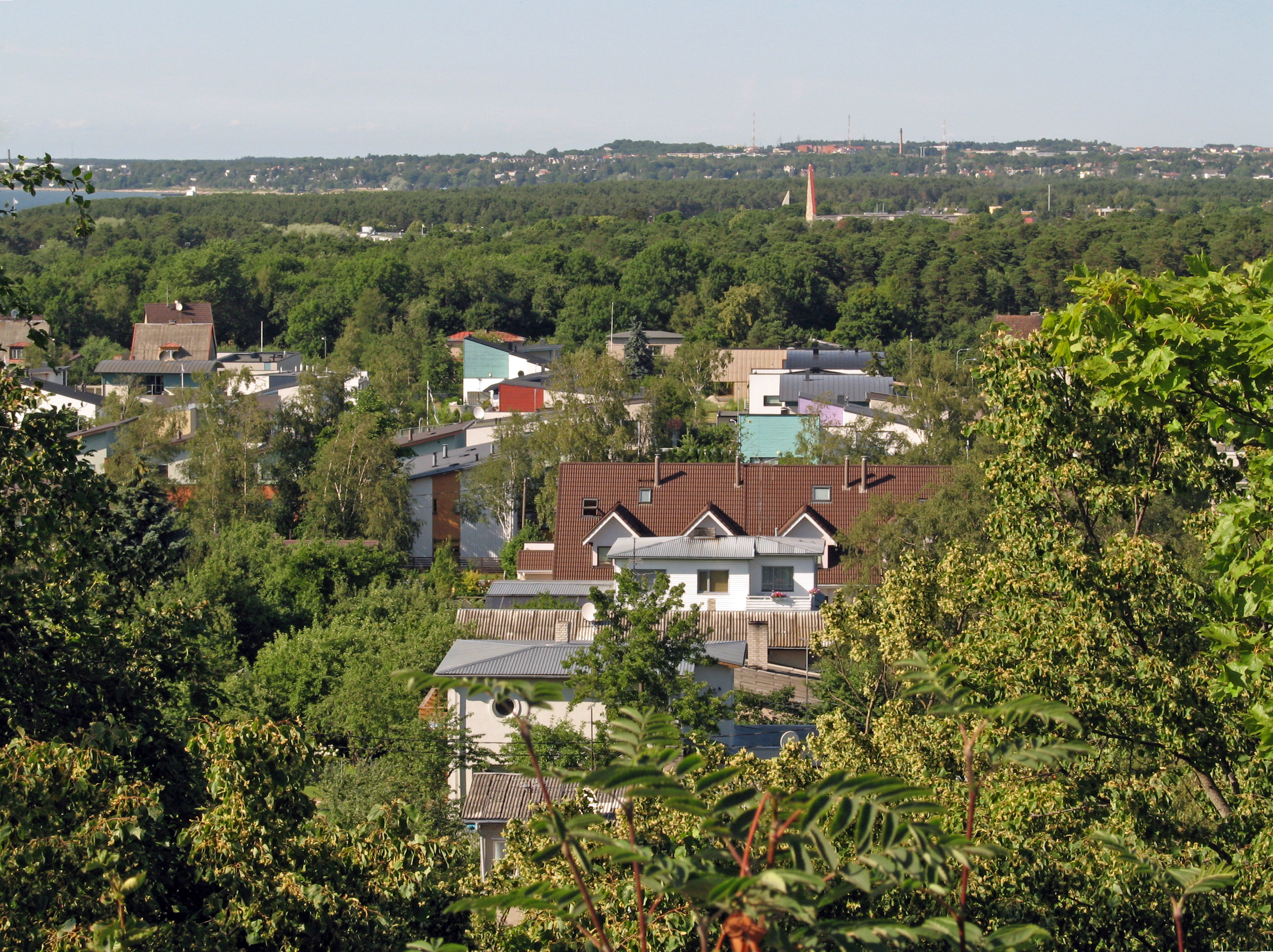
Вид на микрорайон из Ласнамяэ
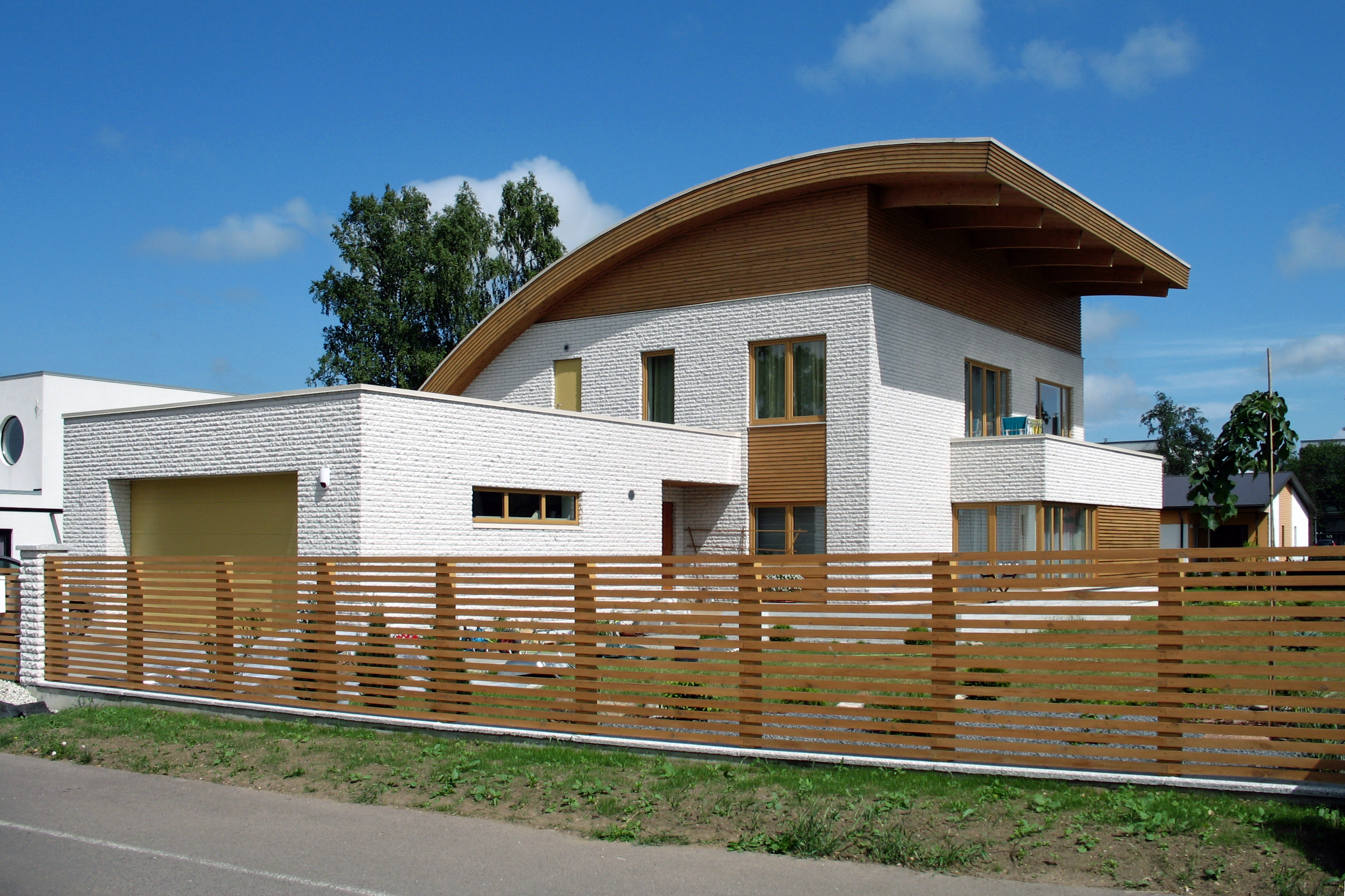
Улица Куслапуу
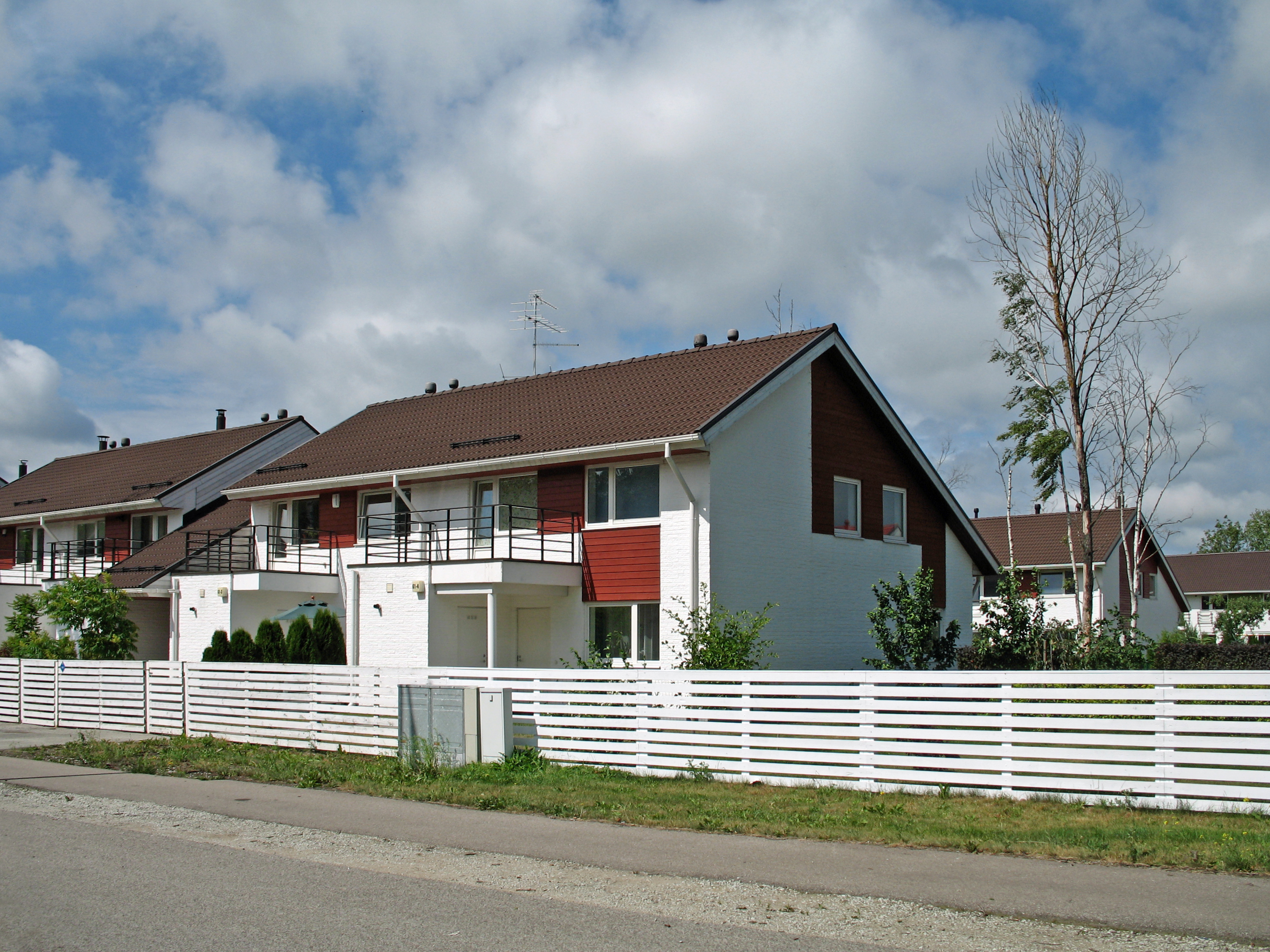
Улица Кюннапуу
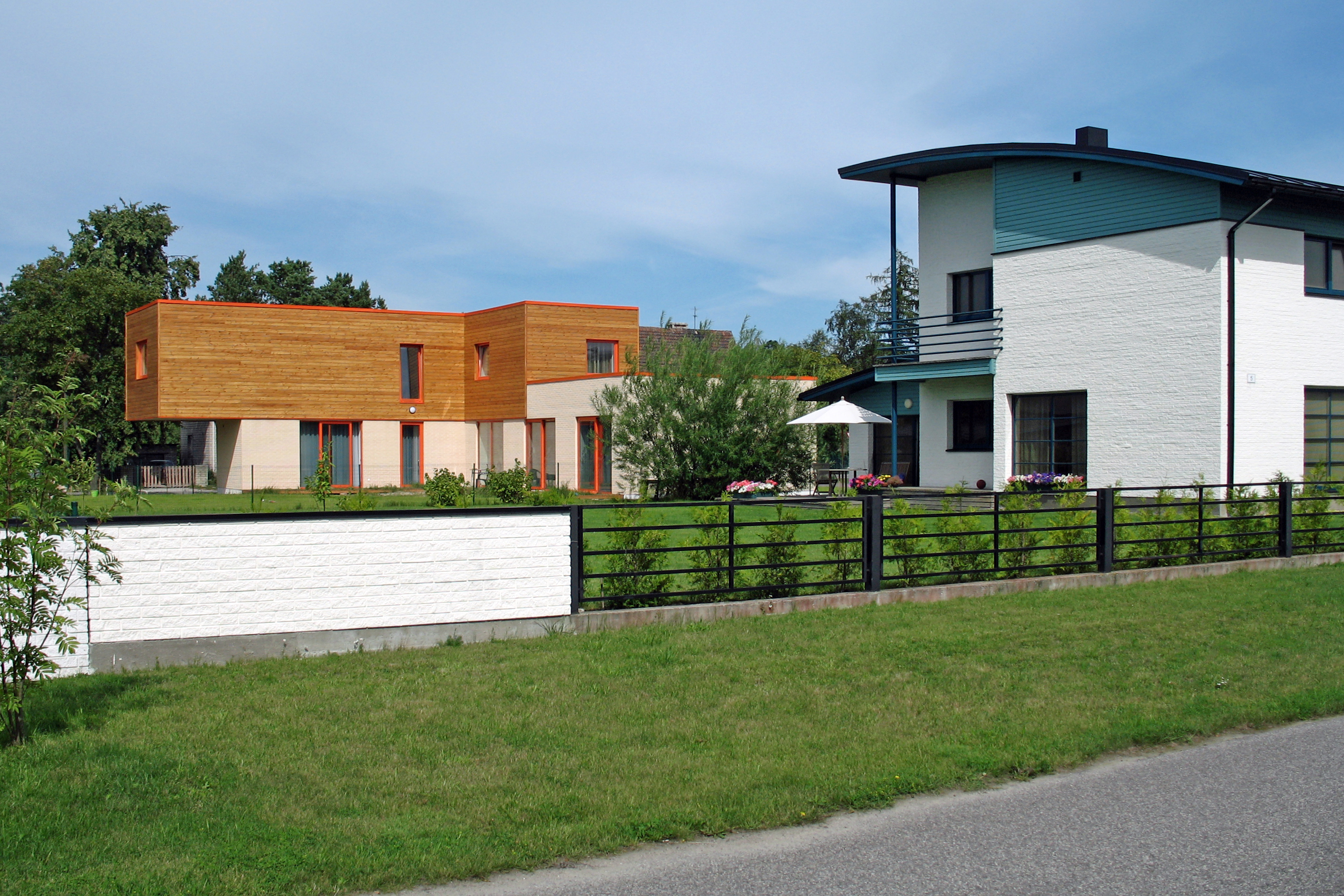
Улица Папли
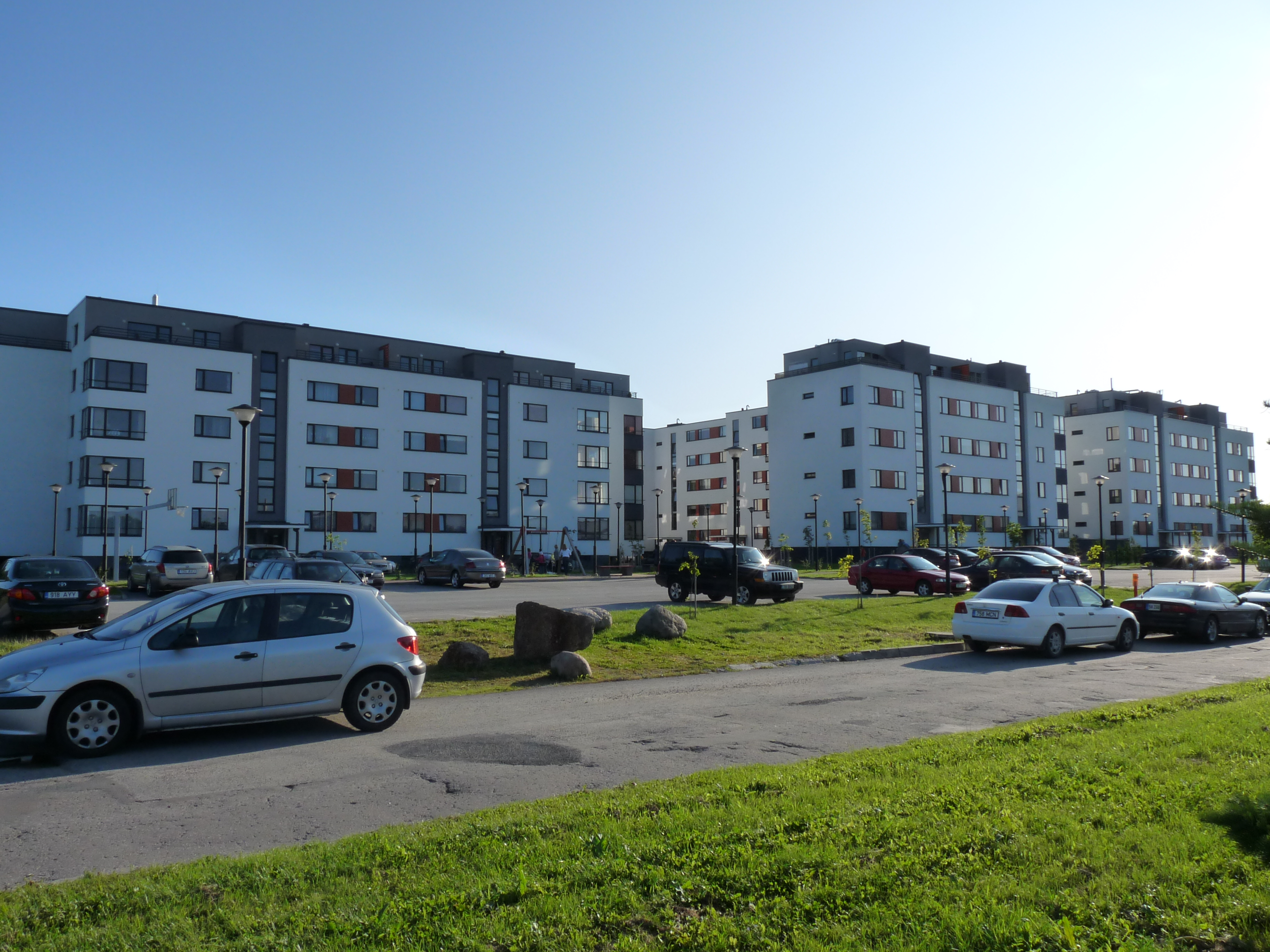
Улица Казе